# Microrégion de Cotinguiba

Localisation de la microrégion de Cotinguiba

La microrégion de Cotinguiba est l'une des sept microrégions qui subdivisent l'Est de l'État du Sergipe au Brésil.
Elle comporte 8 municipalités qui regroupaient 42 423 habitants en 2006 pour une superficie totale de 758 km².

## Municipalités[1]
- Capela
- Divina Pastora
- Santa Rosa de Lima
- Siriri